# Alexandre Adler
Alexandre Adler (Parigi, 23 settembre 1950 – Parigi, 18 luglio 2023) è stato uno storico e giornalista francese.
È stato un esperto di geopolitica contemporanea, specialmente nel campo dell'Ex Unione Sovietica (URSS) e del Medio Oriente.
Cavaliere dell'Ordine della Legione d'Onore dal 2002. Convinto maoista e poi membro del Partito Comunista Francese (PCF) in gioventù, passò alla destra alla fine degli anni '70 e fu da allora sempre vicino ai Neo-Conservatori statunitensi, così come fece sua moglie Blandine Kriegel (figlia del partigiano Comunista Maurice Kriegel-Valrimont). 
Adler è stato consulente di Roger Cukiermann, Presidente del "Conseil Représentatif des Institutions Juives de France (CRIF, Consiglio Rappresentativo delle Istituzioni Ebraiche di Francia).

## Biografia
Nato da una famiglia di Ebrei tedeschi sopravvissuta alla Seconda guerra mondiale e all'Olocausto in Turchia, Alexandre Adler è uno storico laureatosi alla "École normale supérieure (1969-1974). Ha diretto l'Organizzazione per le Relazioni Internazionali del Ministero della Difesa Francese Collegio della Difesa dal 1992 al 1998 dove rimane tuttora professore di alto insegnamento militare.
Dopo aver collaborato con il quotidiano Francese Libération nel decennio dal 1982 al 1992, Adler divenne il direttore editoriale del Courrier International (1992-2002), una selezione settimanale di significativi articoli della stampa internazionale. Adler lavorò come editorialista per il quotidiano francese Le Monde e collaborò con diversi settimanali francesi, incluso Le Point e L'Express. Fino alla morte, è stato editorialista del giornale conservatore Francese Le Figaro.